# Petr Fiala (lední hokejista)
Petr Fiala (* 7. ledna 1960, Praha) je bývalý český hokejista, útočník. Po skončení aktivní kariéry působí jako trenér.

## Hráčská kariéra
V lize hrál za TJ Poldi Kladno. S Kladnem získal v roce 1980 mistrovský titul. Během vojenské služby hrál za Duklu Trenčín. V nejvyšší československé hokejové soutěži nastoupil ve 465 utkáních a dal 100 gólů. Začínal v I. ČLTK Praha. Reprezentoval Československo na Mistrovství světa juniorů v ledním hokeji 1980, kde tým skončil na 4. místě.

## Trenérská kariéra
Na konci aktivní hráčské činnosti začal působit jako hrající trenér v EHC Schalke Haie Gelsenkirchen. Pouze trenérské práci se začal věnoval v roce 1999 jako asistent Eduarda Nováka u kladenského A týmu. V letech 2001 až 2003 trénoval tým Berouna, v následující sezóně postoupil jako trenér Dukly Jihlava do extraligy. poté trénoval berounské Medvědy a v sezoně 2003 – 04 vybojoval s Duklou Jihlava návrat do extraligy.  Od roku 2007 trénoval HC Olomouc. V sezóně 2013/2014 dovedl mužstvo k postupu do extraligy. Od května 2019 do listopadu 2019 byl trenérem HC Kometa Brno.

## Klubové statistiky
| Sezona    | Klub               | Soutěž  | Základní část | Základní část | Základní část | Základní část | Základní část |
| Sezona    | Klub               | Soutěž  | Z             | G             | A             | B             | TM            |
| --------- | ------------------ | ------- | ------------- | ------------- | ------------- | ------------- | ------------- |
| 1979/1980 | Poldi SONP Kladno  | 1. liga | 39            | 11            | 5             | 16            | 14            |
| 1980/1981 | Poldi SONP Kladno  | 1. liga | 44            | 7             | 9             | 16            | 10            |
| 1981/1982 | Poldi SONP Kladno  | 1. liga | 41            | 10            | 5             | 15            | 16            |
| 1982/1983 | Poldi SONP Kladno  | 1. liga | 43            | 8             | 7             | 15            | 31            |
| 1983/1984 | ASVŠ Dukla Trenčín | 1. liga | 39            | 13            | 3             | 16            | 17            |
| 1984/1985 | ASVŠ Dukla Trenčín | 1. liga | 44            | 7             | 8             | 15            | 12            |
| 1985/1986 | Poldi SONP Kladno  | 1. liga | 34            | 12            | 10            | 22            | 18            |
| 1986/1987 | Poldi SONP Kladno  | 2. liga | 34            | 12            | 19            | 31            | 24            |
| 1987/1988 | Poldi SONP Kladno  | 1. liga | 34            | 9             | 6             | 15            | 10            |
| 1988/1989 | Poldi SONP Kladno  | 1. liga | 34            | 5             | 15            | 20            | 12            |
| 1989/1990 | Poldi SONP Kladno  | 1. liga | 44            | 12            | 11            | 23            | 6             |
| 1990/1991 | Poldi SONP Kladno  | 1. liga | 48            | 8             | 13            | 21            | 16            |
| 1991/1992 | Poldi SONP Kladno  | 1. liga | 16            | 2             | 4             | 6             | 4             |